# Into the Mouth of Hell We March
Into the Mouth of Hell We March – singel amerykańskiej grupy muzycznej Trivium. Został wydany 11 sierpnia 2008 roku przez Roadrunner Records.
Utwór pojawił się w grze Madden NFL 09.

## Lista utworów
1. "Into the Mouth of Hell We March" – 5:52

## Twórcy
- Matt Heafy – śpiew, gitara
- Travis Smith – perkusja
- Corey Beaulieu – gitara
- Paolo Gregoletto – gitara basowa
- Nick Raskulinecz – produkcja
- Colin Richardson – miksowanie